# Comamonadaceae
Comamonadaceae es una familia de bacterias del orden Burkholderiales. Fue descrita en el año 1991. Engloba a bacterias gramnegativas, en general aerobias y móviles mediante flagelo polar, aunque existen excepciones, pudiendo encontrar especies anaerobias facultativas y otras inmóviles o con flagelación perítrica. Tienen forma de bacilo, y algunas especies pueden ser algo curvadas. Suelen ser mesófilas, con temperaturas de crecimiento entre 24-35 °C, y forman colonias que van desde el incoloro al amarillo. 
Se encuentran en una amplia variedad de ambientes, mayoritariamente en aguas, suelos y lodos. Aunque en general no se consideran bacterias patógenas, algunas especies pueden causar enfermedades en plantas, cómo miembros de los géneros Acidovorax y Xylophilus, o en humanos, cómo algunas especies de Comamonas, Acidovorax, Delftia y Xenophilus, aunque su aislamiento es raro o anecdótico. 

## Taxonomía
Actualmente hay descritos 53 géneros de esta familia, que abarcan más de 200 especies:
- Acidovorax
- Albidiferax
- Alicycliphilus
- Aquabacterium
- Brachymonas
- Caenimonas
- Caldimonas
- Calidifontimicrobium
- Comamonas
- Corticibacter
- Curvibacter
- Delftia
- Diaphorobacter
- Extensimonas
- Franklinella
- Giesbergeria
- Hydrogenophaga
- Hylemonella
- Ideonella
- Kinneretia
- Lampropedia
- Leptothrix
- Limnohabitans
- Macromonas
- Malikia
- Melaminivora
- Mitsuaria
- Oryzisolibacter
- Ottowia
- Paucibacter
- Pelomonas
- Polaromonas
- Pseudacidovorax
- Pseudorhodoferax
- Pulveribacter
- Ramlibacter
- Rhodoferax
- Roseateles
- Rubrivivax
- Schlegelella
- Serpentinimonas
- Simplicispira
- Sphaerotilus
- Tepidicella
- Tepidimonas
- Thiomonas
- Tibeticola
- Vandammella
- Variovorax
- Verminephrobacter
- Xenophilus
- Xylophilus
- Zhizhongheella